# Timothy Baillie
Timothy Baillie –conocido como Tim Baillie– (Aberdeen, 11 de mayo de 1979) es un deportista británico que compitió en piragüismo en la modalidad de eslalon.
Participó en los Juegos Olímpicos de Londres 2012, obteniendo una medalla de oro en la prueba de C2 individual. Ganó dos medallas de bronce en el Campeonato Mundial de Piragüismo en Eslalon entre los años 2009 y 2011, y cuatro medallas en el Campeonato Europeo de Piragüismo en Eslalon entre los años 2009 y 2012.

## Palmarés internacional
| Juegos Olímpicos   | Juegos Olímpicos         | Juegos Olímpicos  | Juegos Olímpicos |
| Año                | Lugar                    | Medalla           | Competición      |
| ------------------ | ------------------------ | ----------------- | ---------------- |
| 2012               | Londres (Reino Unido)    | Medalla de oro    | C2 individual    |
| Campeonato Mundial |                          |                   |                  |
| Año                | Lugar                    | Medalla           | Competición      |
| 2009               | Seo de Urgel (España)    | Medalla de bronce | C2 por equipos   |
| 2011               | Bratislava (Eslovaquia)  | Medalla de bronce | C2 por equipos   |
| Campeonato Europeo |                          |                   |                  |
| Año                | Lugar                    | Medalla           | Competición      |
| 2009               | Nottingham (Reino Unido) | Medalla de plata  | C2 por equipos   |
| 2009               | Nottingham (Reino Unido) | Medalla de bronce | C2 individual    |
| 2010               | Bratislava (Eslovaquia)  | Medalla de bronce | C2 por equipos   |
| 2012               | Augsburgo (Alemania)     | Medalla de oro    | C2 por equipos   |